# Pratval
Pratval foi uma comuna da Suíça, no Cantão Grisões, com cerca de 253 habitantes. Estendia-se por uma área de 0,80 km², de densidade populacional de 316 hab/km². Confinava com as seguintes comunas: Almens, Cazis, Fürstenau, Rodels.
A língua oficial nesta comuna era o Alemão.

## História
Em 1 de janeiro de 2015, passou a formar parte da nova comuna de Domleschg.